# Bố vợ đối đầu chàng rể
Bố vợ đối đầu chàng rể (tên gốc tiếng Anh: Why Him?) là một phim điện ảnh hài hước của Mỹ năm 2016 do John Hamburg đạo diễn, với phần kịch bản được viết bởi Hamburg và Ian Helfer. Phim có sự tham gia diễn xuất của James Franco, Bryan Cranston, Zoey Deutch, Megan Mullally, Griffin Gluck, và Keegan-Michael Key. Nội dung phim xoay quanh câu chuyện về một người cha đang cố gắng ngăn cản chuyện cưới xin của cô con gái mình và cậu bạn trai triệu phú xuề xòa của cô.
Bố vợ đối đầu chàng rể ra mắt tại Los Angeles vào ngày 17 tháng 12 năm 2016, và sau đó được hãng 20th Century Fox phát hành tại Mỹ vào ngày 23 tháng 12 năm 2016. Tại Việt Nam, phim được khởi chiếu muộn hơn vào ngày 13 tháng 1 năm 2017. Xét về mặt doanh thu, Bố vợ đối đầu chàng rể đã thu về tổng cộng 118 triệu USD toàn cầu.

## Nội dung
Ned (Bryan Cranston) là một người đàn ông thuộc típ người "bảo bọc quá mức" nhưng lại cực kỳ yêu thương gia đình. Trong kỳ nghỉ lễ, ông và gia đình đến thăm cô con gái của mình tại trường đại học, và cũng chính là nơi ông gặp lại cơn ác mộng lớn nhất của mình: Laird (James Franco), người bạn trai đại gia công nghệ Thung Lũng Silicon của con gái ông. Cậu trai Laird lại mang tính cách hoàn toàn trái ngược với Ned, xuề xòa, không có bất kỳ một nguyên tắc và cũng không theo một khuôn khổ nào. Không cần biết cuộc đời con gái ông đã trở nên ý nghĩa thế nào từ khi quen Laird, nhưng Ned vẫn cảm thấy Laird hoàn toàn không xứng đáng với con gái mình. Ned cảm giác như mình sắp mất đi "cục vàng" ông cưng chiều bao năm vào tay một tên chíp hôi, khiến ông mỗi ngày sống trong hoảng loạn. Ned tìm mọi cách và dùng mọi thủ đoạn để chia cắt đôi trẻ. Trong khi cuộc chiến "chàng rể - bố chồng" đạt đến đỉnh điểm cao trào, thì Laird lại tiết lộ với Ned rằng cậu sắp cầu hôn con gái ông.

## Diễn viên
- James Franco vai Laird Mayhew
- Bryan Cranston vai Ned Fleming
- Zoey Deutch vai Stephanie Fleming
- Megan Mullally vai Barb Fleming
- Griffin Gluck vai Scotty Fleming
- Keegan-Michael Key vai Gustav
- Cedric the Entertainer vai Lou Dunne
- Kaley Cuoco lồng tiếng cho Justine
- Zack Pearlman vai Kevin Dingle
- Jee Young Han vai Marnie Dingle
- Jacob Kemp vai Randy
- Grace Ly Ngo Hazelett và Sadie Kate Ngo Hazelett vai Vanessa Dingle
- Casey Wilson vai Missy Pederman
- Andrew Rannells vai Blaine Pederman
- Adam DeVine vai Tyson Modell
- Tangie Ambrose vai Patty Dunne

Phim có sự tham gia của nhiều khách mời là các chuyên gia trong lĩnh vực trò chơi điện tử, công nghệ và giải trí như Burnie Burns, Steve Aoki, Richard Blais, Elon Musk, Toby Turner, Gene Simmons, Paul Stanley và Chris A. Liscomb.

## Sản xuất
Ngày 18 tháng 11 năm 2014, John Hamburg và Ian Helfer được xác nhận sẽ đồng biên kịch cho một phim điện ảnh hài hước mang tên Bố vợ đối đầu chàng rể cho hãng phim 20th Century Fox. Ngày 27 tháng 2 năm 2015, James Franco đang tham gia các cuộc thương thảo cho vai diễn chính của phim, một tỉ phú trẻ. Hãng phim 21 Laps Entertainment của Shawn Levy và hãng Red Hour Productions của Ben Stiller được chọn để sản xuất phim. Ngày 25 tháng 8 năm 2015, Bryan Cranston được xác nhận sẽ tham gia trong phim với vai một người cha. Tháng 8 năm 2015, Bố vợ đối đầu chàng rể được Ủy ban Điện ảnh California lựa chọn để gửi tặng 5,4 triệu USD tiền tín dụng thuế đầu tư. Ngày 8 tháng 12 năm 2015, Zoey Deutch được nhận vào vai nữ chính, con gái của nhân vật do Cranston đảm nhiệm. Ngày 12 tháng 1 năm 2016, Griffin Gluck được tuyển vào dàn diễn viên với vai Scotty Fleming. Ngày 13 tháng 11 năm 2016, Megan Mullally chính thức được xác nhận đảm nhiệm vai diễn Barb Fleming, vợ của Ned (Cranston). Nhạc sĩ kiêm nhà sản xuất âm nhạc Steve Aoki xác nhận thông qua tài khoản Twitter rằng anh có tham gia một vai khách mời trong phim.
Quá trình quay phim chính diễn ra từ trung tuần tháng 2 năm 2016 tại Los Angeles.

## Phát hành
Bố vợ đối đầu chàng rể được khởi chiếu vào ngày 23 tháng 12 năm 2016 bởi hãng phim 20th Century Fox. Ban đầu phim được lên lịch công chiếu vào ngày 11 tháng 11 năm 2016. Tại Việt Nam, phim được khởi chiếu muộn hơn vào ngày 13 tháng 1 năm 2017.
Phim được phát hành trên DVD, Blu-ray và 4K UHD vào ngày 28 tháng 3 năm 2017.

## Tiếp nhận

### Doanh thu phòng vé
Bố vợ đối đầu chàng rể thu về 60,3 triệu USD tại Mỹ và Canada, và 57,7 triệu USD tại thị trường ngoại địa, nâng mức tổng doanh thu toàn cầu của phim lên đến 118 triệu USD, trong khi đó kinh phí làm phim chỉ là 38 triệu USD.
Bố vợ đối đầu chàng rể được dự đoán sẽ thu về 10–14 triệu USD từ 2.917 rạp chiếu phim trong bốn ngày đầu công chiếu. Phim thu về 3,9 triệu USD trong ngày đầu công chiếu và 11 triệu USD trong dịp cuối tuần ra mắt, đạt tổng doanh thu bốn ngày đầu là 15,5 triệu USD, xếp thứ tư về doanh thu phòng vé tuần.

### Đánh giá chuyên môn
Trên trang tổng hợp kết quả đánh giá Rotten Tomatoes, Bố vợ đối đầu chàng rể nhận được mức đánh giá 40% dựa trên 12 bài phê bình, với số điểm trung bình là 4,9/10. Trang mạng này bình luận, "Với dàn diễn viên vững chắc nhưng lại sai lệch về mặt tổng quan, Bố vợ đối đầu chàng rể mang đến cho chúng ta những tràng cười điên loạn, nhưng sau cùng vẫn có những điều nhỏ nhặt đáng thất vọng cho bài toán mệt mỏi về bố vợ-chàng rể." Trên trang Metacritic, phim nhận được số điểm 39 trên 100, dựa trên 30 nhà phê bình, với chủ yếu là các nhận xét tiêu cực. Bình chọn của khán giả trên trang CinemaScore cho phim điểm "B+" trên thang A+ đến F.